# Habitatge al Passeig, 17 (Vic)
L'Habitatge al Passeig, 17 és una obra modernista de Vic (Osona) protegida com a Bé Cultural d'Interès Local.

## Descripció
Edifici civil. Casa entre mitgeres que consta de PB, tres pisos i terrassa. La PB ha estat molt reformada perquè està destinada a establiment comercial, però els pisos superiors conserven la seva estructura antiga. L'alçada dels pisos decreix del primer al tercer. El primer presenta una gran balconada de ferro forjat amb dos portals i els altres presenten uns balconets més petits així com una finestra rectangular. La façana està decorada amb estucs que emmarquen les obertures i esgrafiats que decoren el mur de la façana amb un gran medalló que duu la data de l'edificació. La terrassa presenta una balustrada de pedra artificial sostinguda per modillons. L'estat de conservació és bo.

## Història
A principis de S.XVIII per la banda del passeig s'establiren solars, que a poc a poc s'anaven edificant, però la guerra dels Segador de 1655 entorpí el desenvolupament del pla urbanístic que fou traçat definitivament al S.XVIII per J.Morató. La plaça dels Màrtirs queda així com a centre d'un reticulat de carrers entre C/Manlleu, Caputxins i entre el C/Nou i el passeig. La rambla del passeig s'urbanitza tal com la podem veure actualment el 1958.
Aquesta casa es degué edificar sobre un edifici barroc al 1922.